# Falsificação de preferências
A falsificação de preferência é o ato de deturpar uma preferência sob pressões públicas percebidas pelo indivíduo. A falsificação de preferências envolve a seleção de uma preferência publicamente expressa que difere da preferência privada subjacente (ou simplesmente, uma preferência pública em desacordo com a preferência privada). As pessoas frequentemente transmitem umas às outras preferências que diferem do que comunicariam em particular sob a cobertura confiável do anonimato (como em pesquisas de opinião para pesquisadores ou institutos de pesquisa ). 
O termo falsificação de preferências foi cunhado por Timur Kuran em um artigo de 1987, "Eleitores camaleões e escolha pública". Em questões controversas que induzem à falsificação de preferências, ele argumenta, políticas amplamente desaprovadas podem parecer populares. A distribuição das preferências públicas, que Kuran define como opinião pública, pode diferir muito da opinião privada, que é a distribuição das preferências privadas conhecidas apenas pelos próprios indivíduos.
Kuran desenvolveu as implicações dessa observação no seu livro de 1995, Private Truths, Public Lies: The Social Consequences of Preference Falsification .   Este livro argumenta que a falsificação de preferência não é apenas onipresente no quotidiano político e social, como também tem enormes consequências sociais e políticas. Kuran fornece uma teoria de como a falsificação de preferências molda as decisões coletivas, sustenta a estabilidade social, distorce o conhecimento humano e oculta possibilidades políticas.

## A falsificação de preferências como forma específica de mentir
A falsificação de preferências visa especificamente moldar as percepções que os outros têm sobre as motivações do agente falsificador. Como tal, nem todas as formas de mentira acarretam uma falsificação de preferências. Omitir más notícias médicas de uma pessoa com doença terminal é, por exemplo, comumente considerado uma mentira caridosa. Contudo, este ato não consiste em uma falsificação de preferência, dado que a motivação não é esconder um desejo privado do agente. 
A falsificação de preferências não é sinônimo de autocensura, enquanto simplesmente a retenção de informações. Se por um lado a autocensura é um ato passivo, a falsificação de preferências é em si performativa. Ela implica ações destinadas a projetar uma preferência artificial. 
Um outro caso elucidativo em matérias de contra-exemplos diz respeito à votação e processos eleitorais. A votação estratégica ocorre quando, na privacidade de uma cabine eleitoral, um sujeito vota no candidato B porque A, seu favorito, não pode vencer. Isso envolve manipulação de preferências, mas não falsificação de preferências, que é uma resposta às pressões sociais. Em uma cabine de votação privada, evidentemente, não há pressões sociais para acomodar e nem reações sociais para controlar. 

## Opinião privada vs. opinião pública
O termo opinião pública é comumente usado em dois sentidos. A primeira maneira diz respeito à distribuição das preferências genuínas das pessoas, geralmente medidas por meio de pesquisas que fornecem, credivelmente, o anonimato. O segundo significado é a distribuição de preferências que as pessoas transmitem em ambientes públicos, que é medida por meio de técnicas de pesquisa que permitem o pareamento de respostas com respondentes específicos. Kuran distingue entre os dois significados para clareza analítica, reservando a opinião pública apenas para o último. Ele usa o termo opinião privada para descrever a distribuição das preferências privadas de uma sociedade, conhecidas apenas pelos próprios indivíduos, que podem ou não decidir ocultá-las. 
Em questões socialmente controversas e particularmente polêmicas, a falsificação de preferências costuma ser generalizada e, com frequência, a opinião pública difere da opinião privada. 

## Conhecimento privado vs. conhecimento público
As preferências privadas sobre um conjunto de opções tem a sua base no conhecimento privado, que consiste nos juízos e perspectivas que os indivíduos carregam em suas próprias mentes. Uma pessoa que particularmente defende a reforma do sistema educacional o faz acreditando que, digamos, as escolas estão a falhar o conjunto dos estudantes, e que um novo currículo os atenderia melhor. Mas essa pessoa não precisa transmitir aos outros sua simpatia por um novo currículo. Para evitar a alienação de grupos políticos poderosos, ela poderia fingir que considera o currículo vigente ideal. Em outras palavras, seu conhecimento público pode ser uma versão distorcida, se não completamente fabricada, do que ela realmente percebe e entende. 

## Três reivindicações principais da teoria de Kuran
O livro Private Truths, Public Lies identifica três consequências sociais básicas da falsificação de preferências, nomeadamente, a distorção das decisões sociais, a distorção do conhecimento privado, e as descontinuidades sociais imprevistas (tais como as revoluções).

### Distorção das decisões sociais
Entre as consequências sociais da falsificação de preferências está a distorção das decisões sociais. Ao deturpar a opinião pública, a falsificação de preferências corrompe as escolhas políticas coletivas de uma sociedade. Uma manifestação é o conservadorismo coletivo, que Kuran define como a retenção de políticas que seriam rejeitadas em votação secreta e a rejeição implícita de políticas alternativas que, se votadas com a credibilidade do anonimato, obteriam apoio majoritário. 
Para fins ilustrativos, suponhamos que uma minoria dentro de uma sociedade comece a manifestar descontentamento com os defensores de uma certa reforma. Simplesmente para proteger suas reputações pessoais, as pessoas que defendem a reforma em particular podem começar a fingir que estão satisfeitas com o status quo e abandonar projetos reformistas. Ao falsificar  as suas preferências, os antigos reformistas fariam com que a parcela percebida dos oponentes da reforma desencorajasse outros simpatizantes da reforma de divulgar os seus próprios desejos.
de mudança. Com um número suficiente de simpatizantes da reforma optando pelo conforto pessoal, por meio da falsificação de preferências, uma clara maioria privadamente favorável à reforma poderia coexistir com uma maioria igualmente clara que se opõe publicamente às mesmas reformas. Em outras palavras, a opinião privada poderia apoiar a reforma mesmo quando a opinião pública se opusesse a ela.
Um regime democrático tem um mecanismo embutido para corrigir distorções na opinião pública: as eleições periódicas por voto secreto. Em questões onde a falsificação de preferências é desenfreada, as eleições permitem que maiorias ocultas se façam ouvir e exerçam influência através das urnas. A privacidade proporcionada pela votação secreta permite que os eleitores votem de acordo com suas preferências pessoais ao invés das fachadas que venham a manter publicamente. À medida que a opinião privada é revelada nas urnas, os falsificadores de preferências podem descobrir, para o seu deleite, que formam a maioria. Eles podem inferir que têm pouco a temer ao verbalizar honestamente o que desejam. Essa é a expectativa subjacente à votação secreta. 
Na prática, contudo, as eleições por voto secreto cumprem sua função corretiva pretendida de maneira imperfeita. Por um lado, em questões que induzem à falsificação desenfreada de preferências, as eleições podem oferecer pouca escolha. Todos os competidores sérios neste contexto acabariam por assumir a mesma posição, em parte para evitarem o ostracismo e em parte para se posicionarem de maneira ideal nos espaços políticos para maximizar seu apelo ao eleitorado.  Por outro lado, em eleições periódicas, os cidadãos de uma democracia votariam em representantes ou partidos políticos que representam pacotes de políticas. Eles não votam, costumeiramente, em políticas individuais diretamente. Portanto, as mensagens que um eleitorado democrático transmite por meio do voto secreto estão necessariamente sujeitas a interpretações. Um partido que se opõe a uma determinada reforma pode vencer por causa de sua posição em outras questões. No entanto, um sucesso eleitoral deste mesmo partido pode ser interpretado como uma rejeição à reforma. 
Ainda assim, a votação secreta periódica limita os danos da falsificação de preferências. Ela evita que a opinião pública se afaste muito da opinião privada em questões críticas para os cidadãos. Em contraste, em regimes políticos não democráticos não existe nenhum mecanismo legal para se revelar sentimentos ocultados em razão de pressões e demandas autoritárias. Portanto, sérias distorções da opinião pública são corrigíveis apenas por meios extralegais, como motins, golpes ou revoluções.
As preferências particulares podem mudar com o aprendizado e experiência. Enquanto indivíduos, é lógico assumirmos que aprendemos com as nossas experiências pessoais e podemos pensar por nós mesmos. No entanto, como os nossos poderes cognitivos são limitados,  podemos refletir de forma abrangente apenas sobre uma pequena fração das questões sobre as quais decidimos ou somos forçados a expressar uma preferência. Por mais que queiramos pensar independentemente sobre cada questão, o nosso conhecimento privado inevitavelmente repousa em parte no conhecimento público que entra no discurso público – o corpus de suposições, observações, afirmações, argumentos, teorias e opiniões de domínio público.  Por exemplo, as preferências privadas da maioria das pessoas em relação ao comércio internacional são baseadas, em um grau ou outro, nas comunicações públicas de outras pessoas, seja por meio de publicações, TV, mídia social, reuniões de amigos ou algum outro meio.
A falsificação de preferências molda ou remodela o conhecimento privado ao distorcer a substância do discurso público. A razão é que, para ocultar nossas preferências particulares com sucesso, devemos controlar as impressões que transmitimos ao expressar juízos e opiniões. Tal processo de auto-performance, para ser eficaz, requer uma gestão cuidadosa da nossa linguagem corporal, assim como do conhecimento que transmitimos publicamente. Em outras palavras, a falsificação de preferência credível também requer o envolvimento da falsificação de conhecimento apropriadamente adaptada.  Para convencer o público de que somos a favor de cotas comerciais, fatos e argumentos que apoiem as cotas devem acompanhar esta preferência pública pró-cotas.

### Distorção do conhecimento privado
A falsificação de preferências é, portanto, uma fonte de percepções errôneas evitáveis, até mesmo ignorância, acerca do leque de opções políticas e sobre seus méritos relativos umas às outras. Esse efeito geralmente prejudicial da falsificação de preferências funciona em grande parte por meio da falsificação de conhecimento que a acompanha. As desvantagens de uma determinada política, costume ou regime podem ter sido amplamente apreciadas no passado. Contudo, na medida em que o discurso público exclui a crítica às opções publicamente em voga, as objeções tenderão a ser esquecidas. Entre os mecanismos que produzem tal amnésia coletiva está a substituição da população por meio de nascimentos e mortes, através da passagem to tempo. As novas gerações neste processo acabam sendo expostas não ao conhecimento não filtrado na cabeça de seus antecessores, mas, ao contrário, ao conhecimento reconstruído que seus antepassados se sentiram seguros para comunicar.  Suponha que uma geração mais velha não gostasse de uma instituição em particular, mas se abstivesse de desafiá-la. Ausentes de experiências que fazem com que os jovens não gostem daquela instituição, estes a preservarão para evitar sanções sociais, mas também, talvez principalmente, porque o empobrecimento do discurso público os cegou para as falhas do status quo e embotou neles a capacidade de imaginar melhores alternativas. A preferência e a falsificação do conhecimento de seus pais e avós os teriam assim deixado deficientes intelectualmente. 
A longo prazo, deste modo, a falsificação de preferências traz limitação intelectual e a ossificação. Na medida em que deixa as pessoas despreparadas para criticar as estruturas sociais herdadas, a atual falsificação de preferências deixa de ser uma fonte de estabilidade política. As pessoas terminam assim por apoiar o status quo genuinamente, dado que a falsificação de preferências passada removeu as suas inclinações de querer, ou mesmo imaginar, algo diferente. 
A possibilidade de tal incapacitação intelectual induzida socialmente é maior em contextos onde o conhecimento privado é extraído em grande parte de outros. É baixo, embora não nulo, em assuntos em que a fonte primária de conhecimento privado é a experiência pessoal. Dois outros fatores influenciam o nível de ignorância gerado pela falsificação de preferências. É mais provável que os indivíduos percam contato com as alternativas ao status quo se a opinião pública atingir um equilíbrio sem dissidência do que se alguns dissidentes continuarem divulgando as vantagens da mudança. Assim, ideias dissidentes passariam a não-presenças por inteiro no discurso público. Da mesma forma, a ignorância generalizada é mais provável em uma sociedade fechada do que em uma aberta a influências externas e à contestação. 

### Geração de descontinuidades sociais
Se o discurso público fosse o único determinante do conhecimento privado, um consenso público, uma vez estabelecido, seria imutável e permanente. De fato, o conhecimento privado também tem outros determinantes, e mudanças em tais determinantes podem causar a desconstrução de um consenso público. Mas esse desdobramento não precisa ocorrer em conjunto com a crescente oposição privada ao status quo. Por um tempo, seu efeito pode ser simplesmente acentuar a falsificação de preferência  (para a lógica subjacente, veja também os trabalhos de Mark Granovetter, Thomas Schelling, Chien-Chun Yin e Jared Rubin). Assim como na sismologia as tensões latentes no subsolo podem se acumular por décadas sem abalar o solo acima, também os descontentamentos suportados silenciosamente podem fazer com que a opinião privada continue se movendo contra o status quo sem alterar a opinião pública. E assim, tal como como um terremoto pode acontecer repentinamente em resposta a uma mudança tectônica intrinsecamente menor, a opinião pública pode mudar explosivamente em resposta a um evento de importância intrínseca menor para incentivos políticos pessoais.  Resumir a lógica de Kuran requer a consideração dos incentivos e desincentivos para expressar uma preferência susceptível de atrair reações adversas dos outros.
Na teoria básica de Kuran, a falsificação de preferência impõe um custo psicológico e individual ao falsificador na forma de ressentimento, raiva e humilhação por comprometer sua individualidade. E esse custo psicológico cresce com a extensão da falsificação de preferência.  Consequentemente, um cidadão achará mais difícil simular a aprovação da política estabelecida do que se for a favor de uma reforma massiva do que se for a favor de uma reforma branda. Ao escolher uma preferência pública em relação ao status quo, o indivíduo também deve considerar as consequências reputacionais da preferência que transmite aos outros.  Se os reformistas são estigmatizados e condenados ao ostracismo, e os partidários da situação corrente são recompensados, apenas do ponto de vista da reputação, o agente acharia mais vantajoso aparecer como um partidário da situação corrente. O retorno reputacional de qualquer escolha de preferência pública depende das parcelas relativas da sociedade que apoiam publicamente cada opção política. Isso ocorre porque as recompensas e punições de cada conjunto de partidários de ideias distintas são feitas pelos próprios membros do grupo de partidários. Tais grupos formam, assim, grupos de pressão. Ceteris paribus, quanto maior um grupo de pressão, maior a pressão que ele exerce sobre os membros da sociedade. 
A menos que a política estabelecida coincida com o ideal privado de um indivíduo, ele enfrenta um dilema entre os benefícios internos de se expressar com sinceridade e as vantagens externas de ser conhecido como um partidário da situação.  Para qualquer questão, observa Kuran, os indivíduos podem trazer diferentes desejos, diferentes necessidades de aprovação social, assim como diferentes necessidades de se expressar com sinceridade. Essas possibilidades implicam que as pessoas podem diferir em suas respostas às pressões sociais predominantes. De dois indivíduos reformistas, um pode resistir às pressões sociais e expressar sua preferência com sinceridade, enquanto o outro opta por acomodar as pressões por meio da falsificação de preferências. Outra implicação é que os indivíduos podem diferir em termos dos incentivos sociais necessários para fazê-los abandonar uma preferência pública por outra. Tais pontos de transição definem os limites políticos dos indivíduos. Os limites políticos podem variar entre os indivíduos pelas razões apresentadas acima.
Dado este contexto, é possível explicar como, quando a opinião privada e a opinião pública estão distantes, um choque político (ainda que pequeno) pode fazer com que um número crítico de indivíduos descontentes atinja seus limites para se expressar com sinceridade para colocar em movimento uma cascata de preferência pública (também conhecido como um movimento de preferência pública, ou, quando a forma de preferência é clara a partir do contexto, uma cascata de preferência). Até que a massa crítica para tal seja alcançada, as mudanças nas disposições individuais são invisíveis para quem está de fora, até mesmo entre os próprios descontentes.  Uma vez alcançadas, as mudanças nas preferências públicas levam as pessoas com limites um pouco mais altos do que as pessoas dentro da massa crítica a adicionar suas próprias vozes ao coro dos partidários da mudança. E o apoio à mudança continua alimentando-se de si mesmo por meio da crescente pressão pró-reforma e da pressão decrescente em favor do status quo. Cada adição ao campo reformista induz novas adições até que uma parcela muito maior da sociedade seja a favor da mudança em questão. Essa cascata de preferência termina quando não resta mais ninguém cujo limite seja suficientemente baixo para ser levado ao campo reformista por mais uma mudança anterior de outro indivíduo.  
Esse crescimento explosivo no apoio público à reforma equivale, portanto, a uma revolução política. A revolução não teria neste caso sido antecipada, dado que a falsificação de preferências havia ocultado as correntes políticas que fluíam sob a paisagem política visível. Apesar da falta de previsão, a revolução seria igualmente explicada, sem dificuldade, com o benefício da retrospectiva. A sua ocorrência em si diminui o risco pessoal de divulgar a falsificação de preferências no passado. Por via de regra, histórias de expressiva repressão expõem a vulnerabilidade da ordem social pré-revolucionária. Embora muitos dessas narrativas sejam completamente verdadeiras, outras serão exageradas da mesma forma que outras ainda serão claramente desamparadas factualmente. De fato, a revolução cria incentivos para pessoas que há muito estavam genuinamente satisfeitas com o status quo para fingir que, no fundo, sempre foram reformistas esperando um momento prudente para falar.  
Uma boa narrativa em retrospectiva não se traduz numa boa capacidade preditiva, insiste Kuran. Entender os motivos pelos quais certos fenómenos não foram antecipados no passado não garante imunidade para sermos surpreendidos por futuras descontinuidades sociais. Onde quer que exista falsificação de preferências, uma ruptura social imprevista é sempre possível.
Kuran desenvolveu, com base nessas observações, a sua teoria de “revoluções imprevistas” em um artigo de abril de 1989 que dava a Revolução Francesa de 1789, a Revolução Russa de fevereiro de 1917 e a Revolução Iraniana de 1978-79 como exemplos de eventos de proporções historicamente muito significativas que pegaram o mundo de surpresa.  Quando o Muro de Berlim caiu em novembro de 1989, e vários regimes comunistas do Leste Europeu caíram em rápida sucessão, ele interpretou a surpresa através de uma forma ilustrativa de sua teoria.  Ambos os artigos preveem que as surpresas políticas revolucionárias são um fato inescapável da vida política; nenhuma quantidade de modelagem e pesquisa empírica fornecerá previsibilidade total enquanto as preferências públicas forem interdependentes e a falsificação de preferências estiver presente. Em um artigo de 1995, ele enfatizou que a sua previsão de imprevisibilidade é falsificável.  Ele inclusive declarou que “a onipresença da falsificação de preferências torna inevitáveis mais surpresas revolucionárias” no futuro.  Essa proposição “pode ser desmascarada”, escreveu ele, “ao se construir e apresentar uma teoria que preveja revoluções futuras com precisão”, ilustrando, deste modo, por meio de exemplos, que as previsões precisariam especificar o horizonte temporal. 